# Viktor Tardos-Krenner

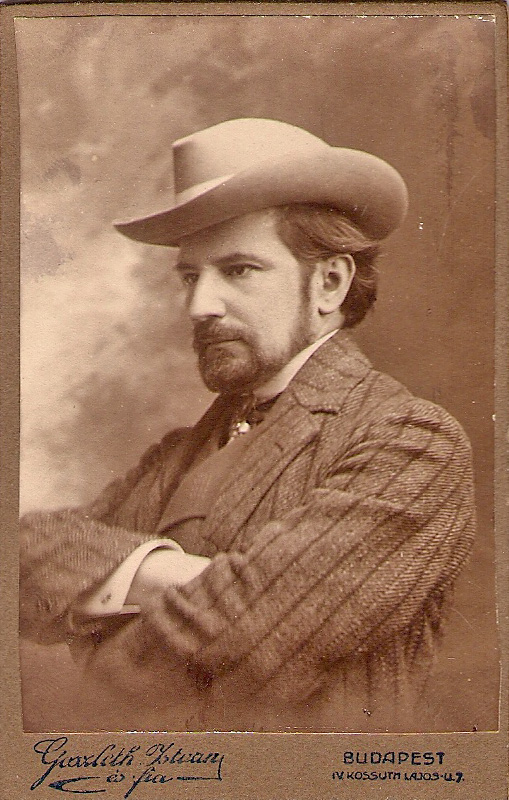
Porträt des Tardos Krenner; Carte de visite von István Goszleth

Viktor Tardos-Krenner oder Viktor Tardos Krenner (geboren als Viktor Joseph Krenner am 4. August oder 12. August 1866 in Buda; gestorben am 28. Dezember 1927 ebenda) war ein ungarischer Maler, dramatischer Schriftsteller, Hochschullehrer, Freskant und Wandmaler.

## Leben

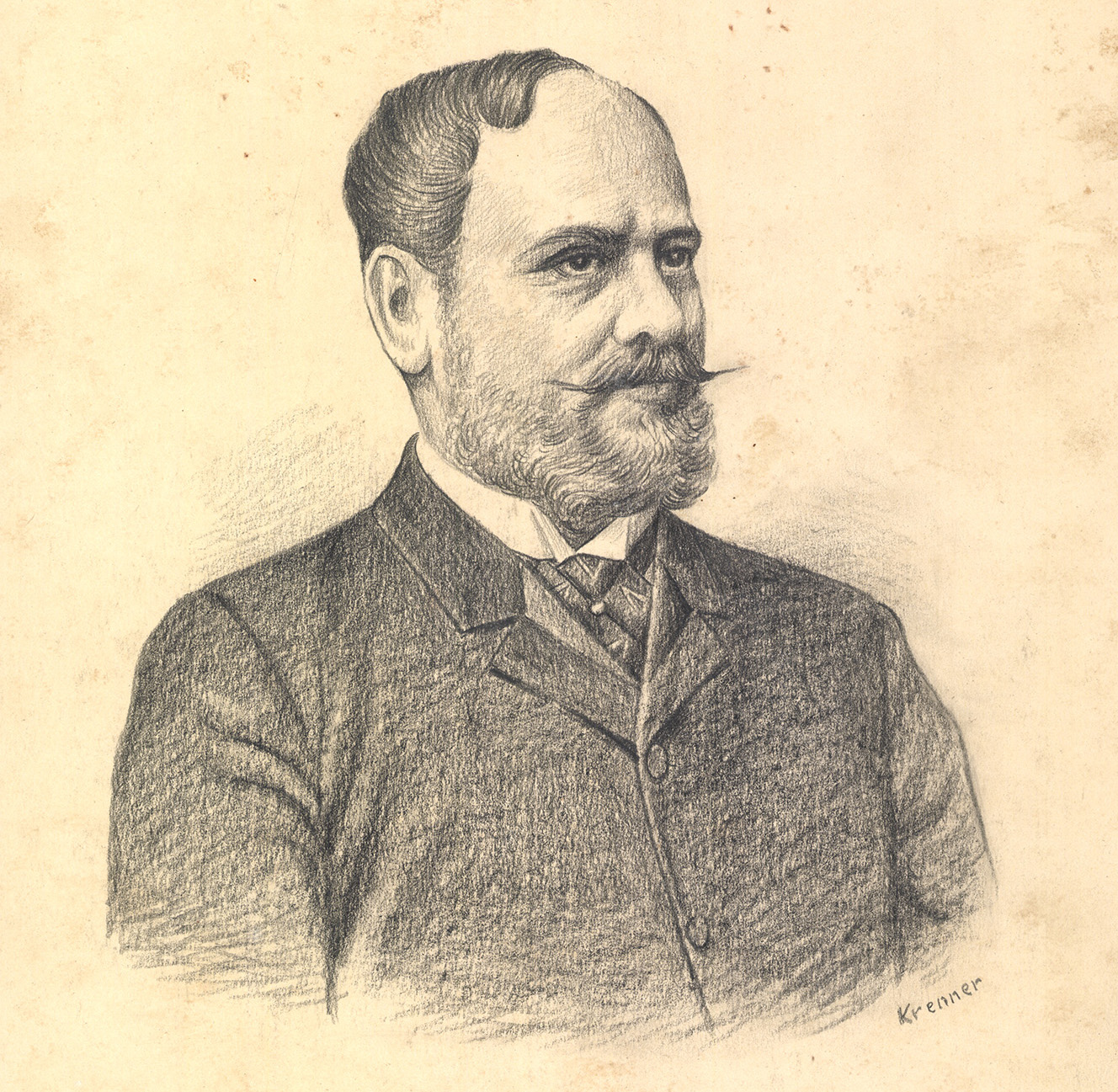
Tardos-Krenners Zeichnung des ungarischen Staatsmannes Gábor Baross

Viktor Tardos-Krenner war ein Kind des Mineralogen József Sándor Krenner und der Malerin Mária Máchik, die ihrem Sohn das Zeichnen beibrachte.
In seiner Heimatstadt Budapest studierte er das Fach Malerei bei Bertalan Székely und Károly Lotz sowie in München bei Sándor Liezen-Mayer.
1898 bekam er gemeinsam mit der Malerin Amália Bock, die zuvor mit ihrer Schwester Auguste Bock unter ihrem deutschen Namen Amalie Bock in Hannover gewirkt hatte, seine in Budapest geborene Tochter, die spätere Malerin Amália Krenner.

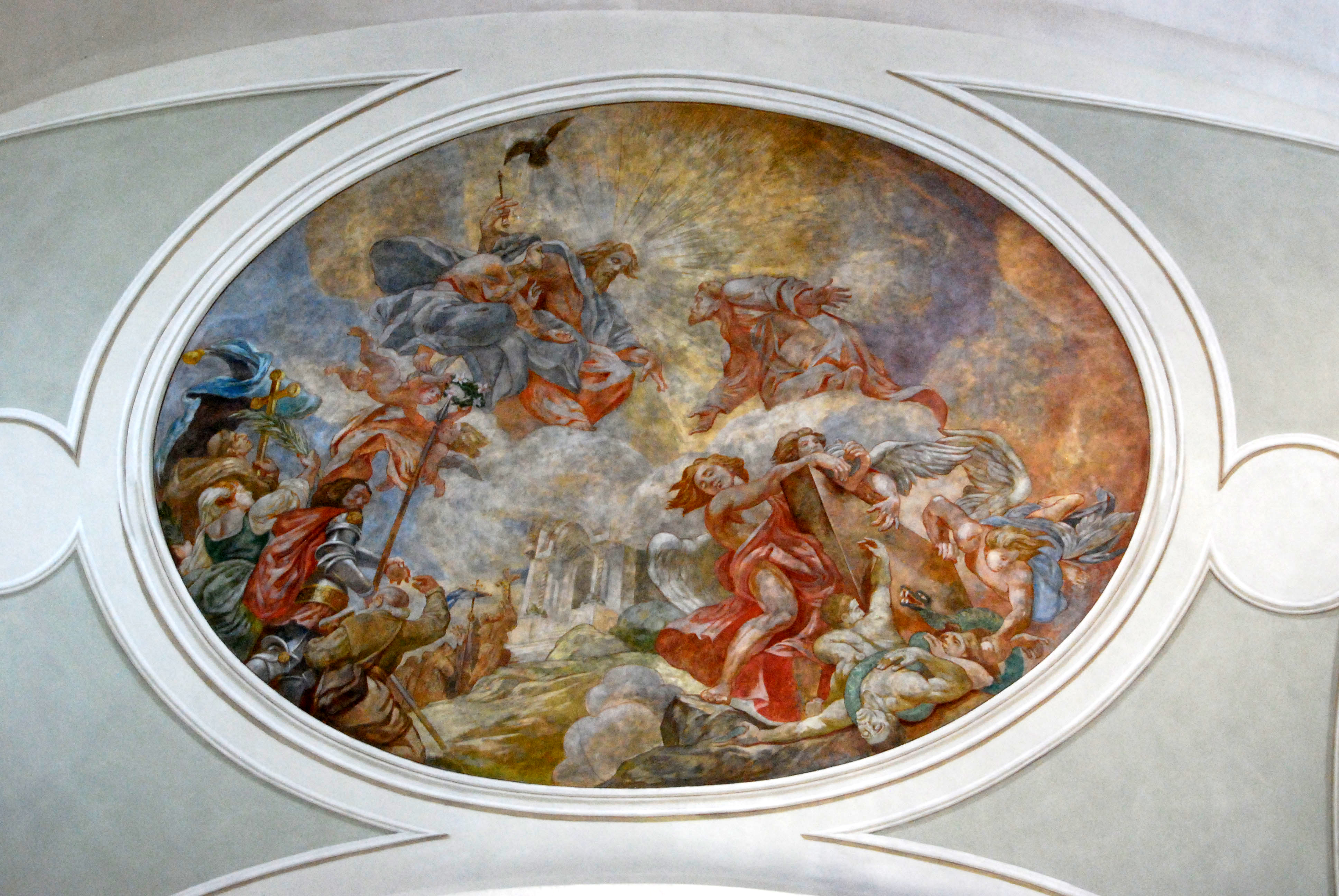
Fresko in der Franziskanerkirche in Budapest

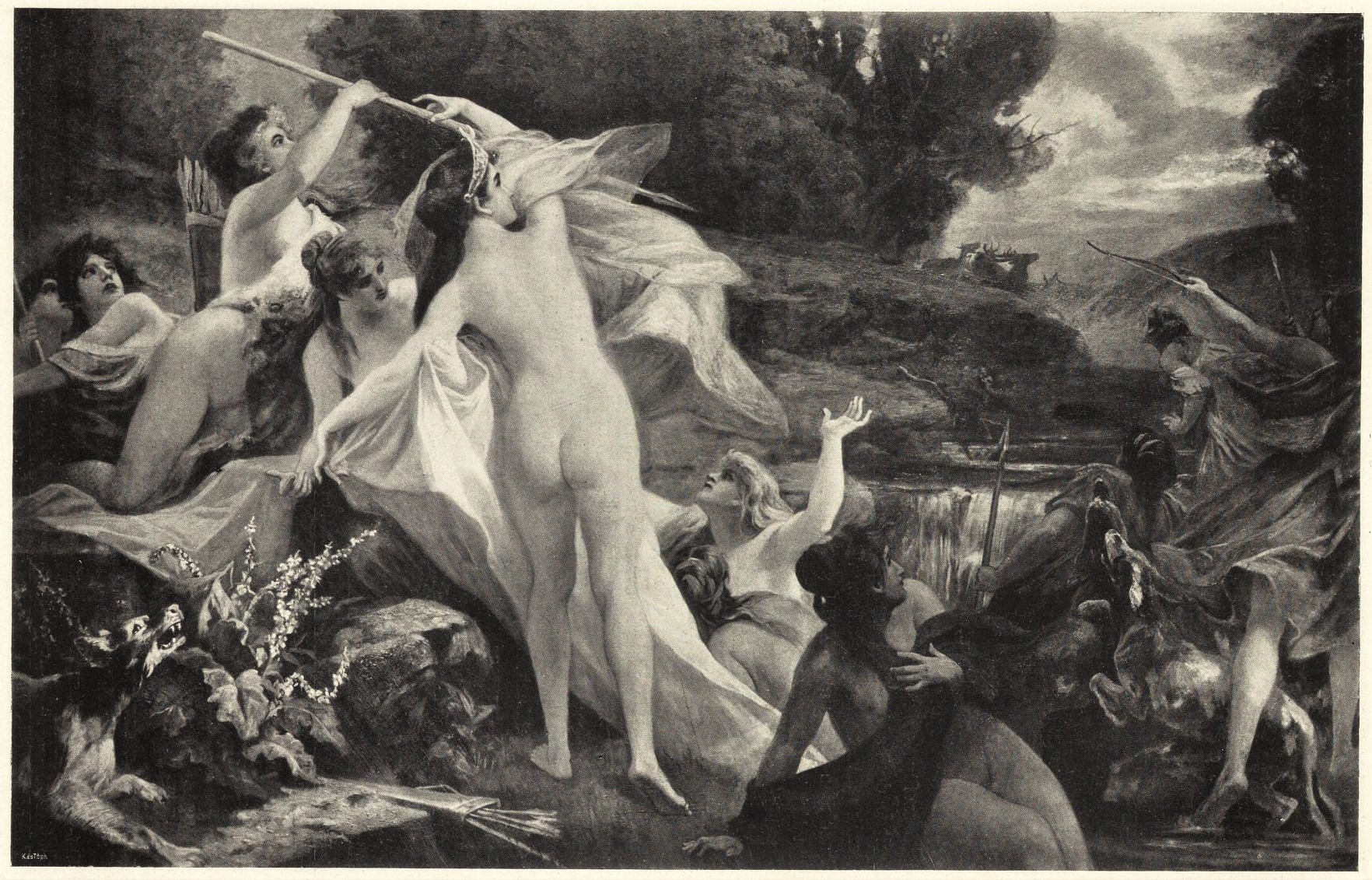
Ölgemälde „Megzavart fürdés“

Von 1903 bis 1924 unterrichtete Tardos-Krenner mit dem Titel als Professor an der Ungarischen Akademie der Bildenden Künste.
Unterdessen war Anfang des 20. Jahrhunderts Tardos Krenners Ölgemälde mit dem Titel „Megzavart fürdés“ (dt. etwa „Störung beim Bade“) bei der Winterausstellung der Budapester Kunsthalle mit dem Lotz-Preis ausgezeichnet worden.
Auch agierte Krenner ab 1905 als Herausgeber verschiedener Zeitschriften, die unter anderem den Landesverein ungarischer Zeichner behandelten oder Informationen für Zeichenlehrer bereitstellten.
Neben seiner kunstpädagogischen Tätigkeit beschäftigte sich Tardos-Krenner vor allem mit monumentalen Aufgaben, schuf beispielsweise in Kirchen, öffentlichen Gebäuden und privaten Palästen großformatige Wandmalereien, von den die meisten später jedoch zerstört wurden.
Daneben malte er auch Menschen. Nachdem ihn seine Ehefrau eines Tages jedoch mit einem seiner Modelle bei eindeutigem Tun überraschte, ließ sie sich scheiden. Der Kontakt auch zu seinen beiden Kindern brach völlig ab; Tardos Krenner unterstützte seine Familie auch nicht finanziell. Lediglich sein Bruder bewahrte seine geschiedene Ehefrau und die beiden Kinder durch bescheidene Einkünfte aus seiner eigenen Malerei vor dem schlimmsten Hunger.
Am 20. Mai 1917 heiratete er in Budapest Ilona Joszefa Vogel (* 1. August 1864; † 10. November 1939).
Viktor Tardos-Krenner starb am 28. Dezember 1927 im Alter von 61 Jahren in seiner Geburtsstadt Budapest. Er fand seine letzte Ruhestätte auf dem Friedhof an der Fiumer Straße.

## Werke (Auswahl)

### Wandmalereien
Tardos-Krenner schuf „Fresken in mindestens zwölf Kirchen in Budapest“.
Zu den bedeutendsten Arbeiten Tardos-Krenners zählen die Wandbilder
- 1894, neben Károly Lotz:[2]
  - Deckenfresken in der Marienkapelle[2] im Dom von Eger (deutsch: Erlau)[1]
  - und in der Budapester Franziskanerkirche.[1][2]
- 1911, mit Barsi Adolffal: weitere Deckengemälde im Eger Dom[2]
- 1922–1924[2] in Gyöngyös:[1][2]
  - Barthalomeuskirche[2]
  - Franziskanerkirche[2]
- 1925: Kirche in Kiskundorozsma in Szeged[2]
- 1926: Deckengemälde in Kapuzinerkirche in der Wasserstadt von Buda: „Herrschaft von Jesus Christus“[2]
- 1925–1926: Wandmalereien zum Heiligtum mit Ferenc Lohr[2]
- Malereien in der Kirche in Pannonhalma[9]

### Schriften
- Spiritistische Selbstschau Böcklins zur Abwehr seiner Verhimmelung. 13. Séance [23.Juni], Budapest: Buschmann, 1898
- Neros Mutter (Nero anyja), Tragödie in 5 Aufzügen, Budapest 1903[2]
- Pfarrer György (György barát), Tragödie, 1907[2]